# Paulo Gazzaniga
Paulo Gazzaniga   (Murphy, 2 de gener de 1992) és un futbolista professional argentí que juga com a porter pel Girona FC després d'haver jugat a diversos equips de la Liga i de la Premier League com ara el Rayo, el Tottenham i el Fulham FC.

## Primers anys
Gazzaniga va néixer a Murphy, Santa Fe, la mateixa petita ciutat de l'Argentina on també va néixer el seu futur entrenador del Southampton i el Tottenham, Mauricio Pochettino. El seu pare és Daniel Gazzaniga, futbolista, igual que el seu germà Gianfranco, que també juga de porter. Gazzaniga va estudiar a l'única escola pública i a un institut de secundària de Murphy. Va jugar a l'equip de futbol del Centro Recreativo Unión y Cultura de Murphy com a porter.

## Carrera de club

### Inicis de la carrera
El 2007, quan tenia 15 anys, Gazzaniga va deixar l'equip de la seva ciutat natal, la Unión y Cultura, amb el seu germà i el seu pare per anar a Espanya, on es va unir a les categories inferiors del València CF. No obstant això, no va aconseguir jugar amb el primer equip del club i va ser donat de baixa el maig del 2011.
El juliol de 2011, Gazzaniga va signar un contracte de dos anys amb el club Gillingham FC de la League Two, per desafiar Ross Flitney per la titularitat. Gazzaniga va ser recomanat a l'entrenador del Gillingham, Andy Hessenthaler, per Gary Penrice, l'observador europeu del Wigan Athletic, després del seu acomiadament del València. Va debutar professionalment amb el club el 4 d'octubre, en una derrota per 3-1 a casa contra el Barnet FC a la Football League Trophy.

### Southampton
El 20 de juliol de 2012, Gazzaniga va signar un contracte de quatre anys amb el Southampton, equip que tot just acabava d'ascendir a la Premier League, i Tommy Forecast va marxar cedit al Gillingham com a part de l'acord. Ho va descriure com "una situació boja", però va dir que era com "un somni".
Gazzaniga va debutar el 28 d'agost en una victòria per 4-1 contra l'Stevenage a la segona ronda de la Copa de la Lliga. Va debutar a la lliga gairebé un mes després, el 22 de setembre en una victòria per 4-1 contra l'Aston Villa.
Gazzaniga va ser utilitzat com a suplent pels porters titulars Kelvin Davis, Artur Boruc i Fraser Forster, i només va jugar dues vegades la temporada 2014-15.
Va jugar dues aparicions a la Premier League a la temporada 2015-16, en una derrota per 1-0 fora de casa contra el Crystal Palace i en una derrota per 2-0 a casa contra el Tottenham Hotspur, ambdues el desembre de 2015. Va signar un nou contracte de quatre anys amb el Southampton l'11 de setembre de 2015.
El 29 de juliol de 2016, Gazzaniga va fitxar pel club de Segona Divisió espanyola Rayo Vallecano en cedit per a la temporada 2016-17.

### Tottenham Hotspur
El 23 d'agost de 2017, Gazzaniga va signar contracte per un altre club de la Premier League, el Tottenham Hotspur FC, amb un contracte de cinc anys. Es va retrobar amb el seu compatriota i exentrenador del Southampton, Mauricio Pochettino. Va debutar a la Premier League amb el club el 5 de novembre de 2017, jugant en una victòria per 1-0 contra el Crystal Palace. Pochettino va dir que Gazzaniga va tenir un rendiment "fantàstic" en el seu debut.
La temporada 2018-19, després de ser titular amb el Tottenham a la Premier League contra el Brighton & Hove Albion i el Huddersfield Town, a la Copa EFL contra el Watford i el West Ham United i al partit de la  Lliga de Campions de la UEFA a casa contra el PSV, va aconseguir la seva primera convocatòria amb la selecció argentina. Es va convertir en el segon porter del Tottenham aquella temporada, havent estat titular en més partits que Michel Vorm quan Hugo Lloris no estava disponible.
A la temporada 2019-20, després de la lesió al colze de Lloris durant els primers deu minuts d'una derrota contra el  Brighton & Hove Albion el 5 d'octubre de 2019, Gazzaniga va gaudir d'una llarga carrera com a porter titular dels Spurs.
L'1 de febrer de 2021, Gazzaniga va fitxar per l'Elx CF valencià en qualitat de cedit per a la resta de la temporada 2020-21.
El 27 de maig de 2021, el Tottenham va anunciar la marxa de Gazzaniga al final de la temporada després de la finalització del seu contracte.

### Fulham
El 24 de juliol de 2021, Gazzaniga va fitxar pel Fulham FC, club de la Championship de l'EFL amb un contracte de dos anys. Com a suplent de Marek Rodák durant el seu primer any, va ser ser relegat a la tercera opció a la porteria amb l'arribada de Bernd Leno a l'agost de 2022. Va ser acomiadat pel club londinenc al final de la temporada 2022-23.

### Girona
L'1 de setembre de 2022, Gazzaniga va fitxar pel Girona cedit per a la temporada 2022-23. El 6 de juny de 2023, va signar un contracte indefinit de dos anys amb el club. El 14 de febrer de 2024, va ampliar el seu contracte amb el club fins al 2027. A la temporada 2023-24, va jugar els 38 partits de La Lliga, aconseguint dotze porteries a zero, cosa que va ajudar el seu club a aconseguir el tercer lloc a la lliga i la seva primera classificació per a la Lliga de Campions de la UEFA.
El 18 de setembre de 2024, durant el partit inaugural europeu del club, va encaixar un gol en pròpia porta al minut 90, cosa que va provocar la derrota per 1-0 fora de casa contra el Paris Saint-Germain. No obstant això, poques setmanes més tard, el 6 d'octubre, va aconseguir aturar tres llançaments de penal, inclòs un repetit, en una victòria per 2-1 contra l'Athletic Club.

## Internacional
Gazzaniga va fer la seva primera aparició internacional el 20 de novembre de 2018, sortint de la banqueta per substituir Gerónimo Rulli al minut 59 en un partit amistós contra Mèxic, i va ajudar a mantenir la porteria a zero en una victòria per 2-0 per a l'Argentina.

## Palmarès
Southampton
- Copa de la Premier League sub-21 : 2014–15 [37]

Tottenham Hotspur
- Subcampió de la Lliga de Campions de la UEFA: 2018–19 [38]

Fulham
- Campionat de l'EFL: 2021–22 [39]

Individual
- Jugador jove de la temporada del Gillingham: 2011–12 [40]